# Antoine Brumel
Antoine Brumel, także Brummel, Brommel, Brunel (ur. ok. 1460 przypuszczalnie w Chartres, zm. po 1520) – flamandzki kompozytor okresu wczesnego renesansu.
Prawdopodobnie był uczniem Johannesa Ockeghema. W 1483 roku prowadził chór chłopięcy przy katedrze w Chartres. W 1497 roku był kanonikiem w Laon. W latach 1498–1500 dyrygował chórem chłopięcym przy katedrze Notre-Dame w Paryżu. W 1505 roku, po śmierci Jacoba Obrechta, został zatrudniony na dworze księcia Alfonsa I d’Este w Ferrarze, gdzie przypuszczalnie zmarł.
Za życia był wysoko ceniony m.in. przez Franchinusa Gaffuriusa, z późniejszych krytyków podziwiali go August Wilhelm Ambros, Otto Gombosi i Hellmuth Christian Wolff. Jego twórczość porównywana jest z twórczością Josquina des Prés. Skomponował 15 mszy, w tym Et ecce terrae motus na 12 głosów oraz L’homme armé i Missa pro defunctis na 4 głosy, ponadto 30 motetów, trzy magnificaty, a także antyfony, sekwencje, chansons i utwory instrumentalne.